# Analogul Pământului

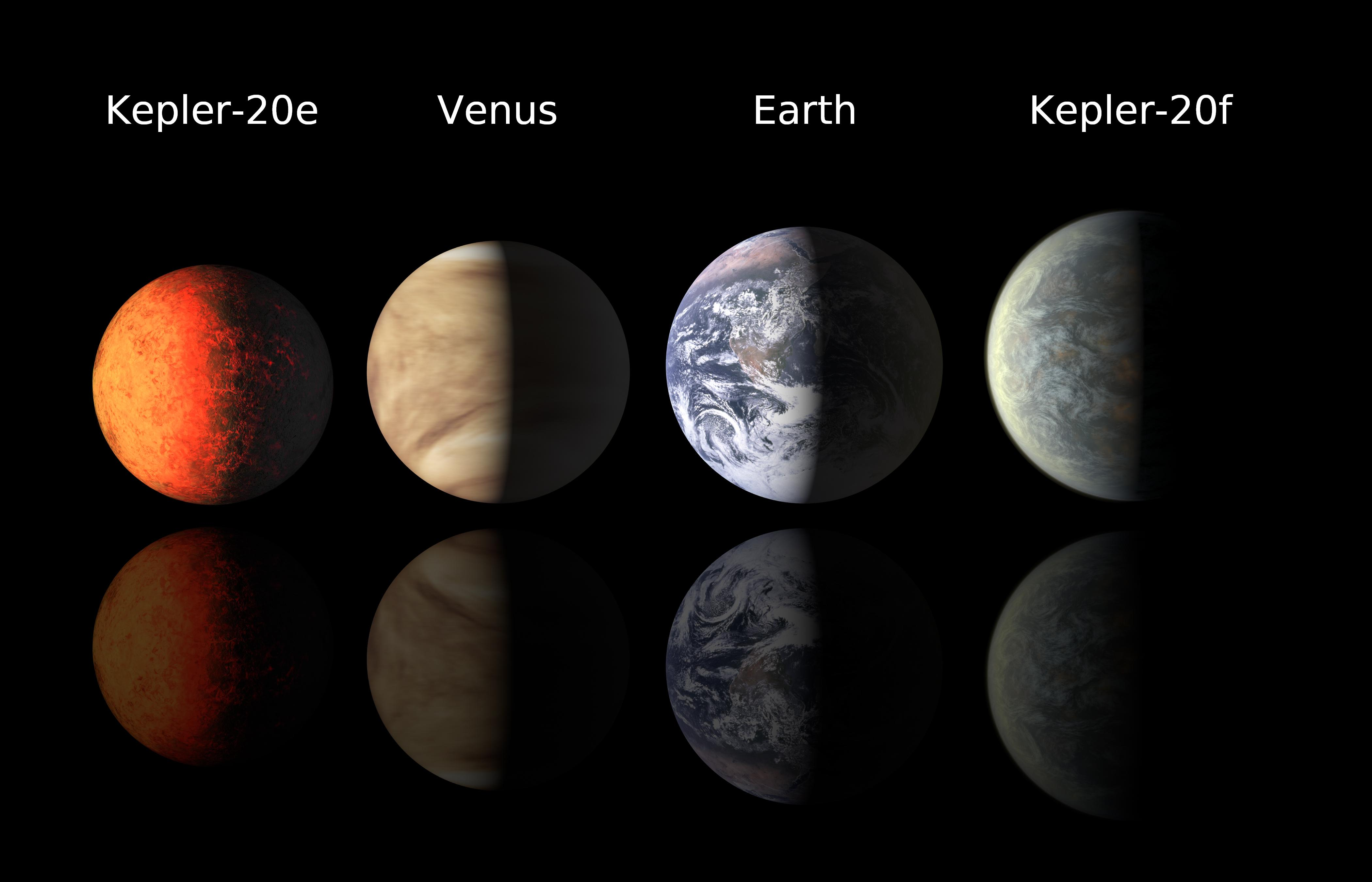
Mărimi comparative: Kepler-20e, Venus, Pământul și Kepler-20f

Un analog al Pământului (de asemenea „dublura” Pământului, „gemenele” Pământului sau al doilea Pământ) este o exoplanetă ipotetică asemănătoare Pământului, care se află în interiorul zonei locuibile circumstelare și care în dimensiuni, regim de masă și temperaturi, corespunde aproximativ Terrei. Acest tip de planete prezintă un interes științific foarte mare, fiind-că se presupune că ele în viitor pot servi drept „loc de trai” pentru omenire, deoarece acestea s-ar putea potrivi pentru viață, având o climă similară celei terestre (nu sunt nici prea fierbinți și nici prea reci). 
Căutarea planetelor asemănătoare Pământului în zona locuibilă este actualmente efectuată de către misiunea Kepler, precum și de alte misiuni în viitor. Numărul exact al acestui tip de exoplanete este necunoscut; însă datele despre distribuția astfelor de planete se iau în calcul în ecuația lui Drake, care într-un mod mai exact ne poate informa despre o posibilă formă de viață în Univers. În conformitate cu ipoteza Pământului rar, „gemenii” Pământului sunt foarte rari și chiar mai rari, cei care ar putea susține viața.

## Posibile analoage ale Pământului

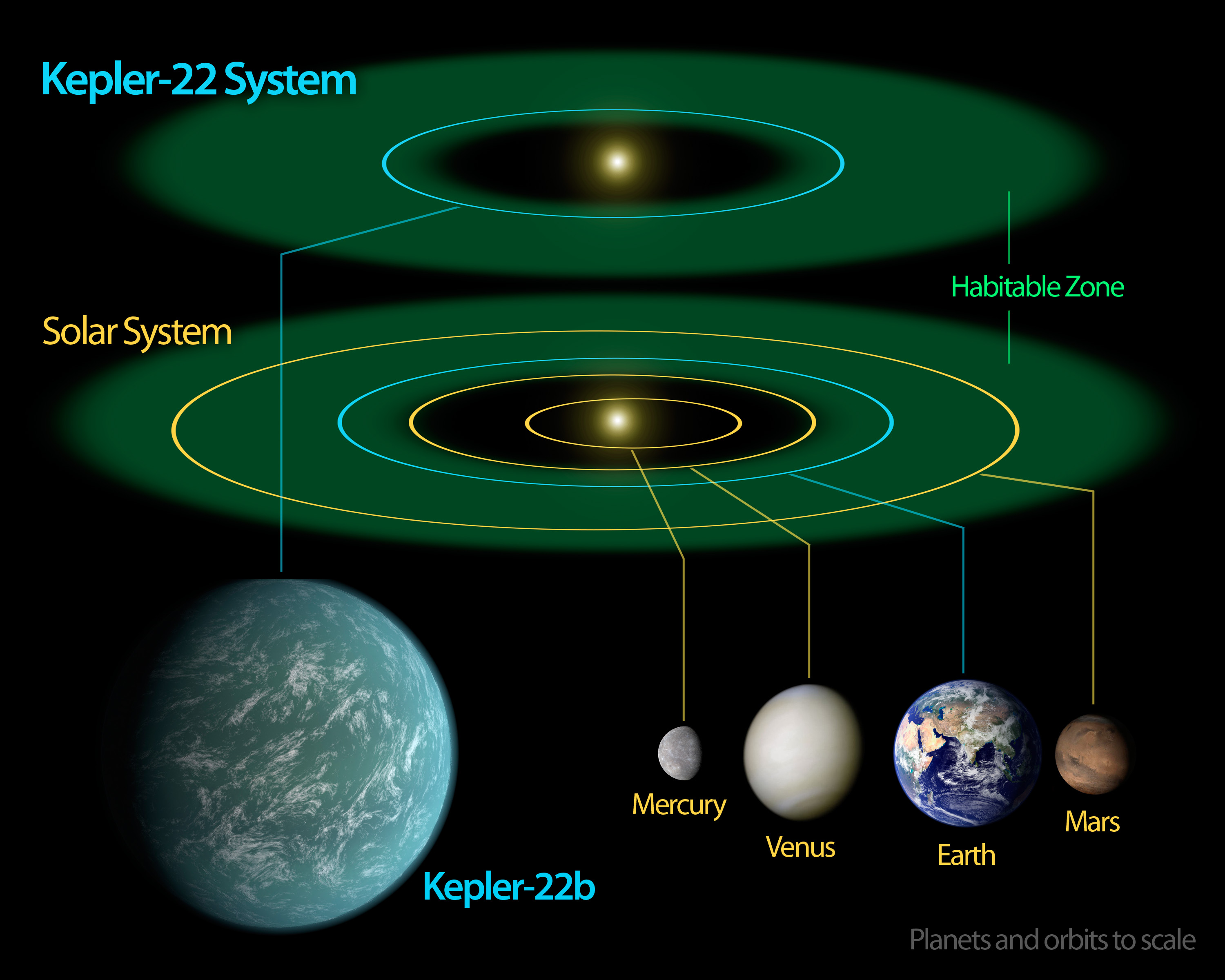
Situat în zona locuibilă a unei stele asemănătoare Soarelui, Kepler-22b ar putea fi cel mai bun candidat-exoplanetă, având ape de suprafață descoperite până în prezent, cu toate acestea este semnificativ mai mare decât Pământul și compoziția sa actuală este necunoscută.

În momentul de față un mare interes este atras de câteva planete terestre care se află în zona locuibilă. Una dintre cele mai cunoscute este Gliese 581 g, descoperită pe 30 septembrie 2010. Planeta este situată în mijlocul zonei locuibile, a stelei pitice roșii Gliese 581, și are o masă de cel puțin 2,2 ori cât cea a Pământului. În același sistem de stele, există mai mult de două planete potențial locuibile: mai aproape de marginea exterioară a zonei locuibile este Gliese 581 d, cu o greutate de peste 7 ori mai mare ca masa Pământului, iar la marginea interioară a zonei locuibile se află Gliese 581 c cu o masă de cel puțin 5 ori mai mare decât cea terestră.
În august 2011, a fost descoperită o altă planetă potențial adecvată pentru viață, HD 85512 b, dar această planetă este probabil similară cu Venus, fiindcă obține aceeași cantitate de căldură de la Soarele din sistemul nostru solar.
La sfârșitul lui noiembrie 2011 a fost anunțată descoperirea celei de-a patra planete în zona locuibilă, Gliese 667C c. În cazul în care înclinarea sa nu este prea mică și, în consecință, greutatea nu este prea mare, atunci efectul de seră produs de o atmosferă suficient de densă, ar putea crea un mediu foarte confortabil pentru formele inferioare de viață.
În decembrie 2011, a cincea planetă potențial locuibilă este detectată, Kepler-22b, cu o temperatură medie a suprafeței între -11 și +22 °C, în funcție de compoziția și densitatea atmosferei acesteia. Planeta are un diametru prea mare, de 2,4 ori mai mare decât a Pământului și este probabil un gigant gazos. În acest caz, Kepler-22b nu este un analog al Pământului.
În decembrie 2012, prelucrarea datelor colectate de telescopul Kepler, a descoperit aproximativ 18.000 de noi „evenimente” de tranzit periodice. Unele dintre ele ar putea fi cauzate de analogii Pământului. Cea mai notabilă dintre aceste candidaturi (în cazul în care este o planetă), are o rază de 0,67 a Pământului și are nevoie de 349 zile pentru a executa rotirea în jurul stelei foarte asemănătoare cu Soarele. 
Către sfârșitul anului 2013, a fost descoperit un alt candidat-analog al Pământului care efectuează rotația în jurul unei pitice portocalii târzii KOI-4742.01, și are o rază cu 29% mai mare decât a Pământului, iar temperatura de efect este foarte apropiată de cea a Pământului.
În aprilie 2014 a fost confirmată prima exoplanetă de tip terestru – Kepler-186f, care se află în interiorul zonei locuibile.
În iulie 2015 a fost descoperită planeta Kepler-452b, situat în zona locuibilă a unei stele similare cu Soarele, și cu o perioadă de rotație de 385 de zile.

## Vezi și
- Contra-Pământ
- Super-pământ